# Armorial des localités de Hongrie/C-Cs
Cette page donne les armoiries des localités de Hongrie, commençant par les lettres C et Cs.

## Cá

Cák
Cakóháza

## Ce

Cece
Cégénydányád
Cegléd
Ceglédbercel
Celldömölk
Cered
Chernelházadamonya

## Ci

Cibakháza
Cigánd
Cikó
Cirák

## Csa-Csá

Csabacsűd
Csabaszabadi
Csabdi
Csabrendek
Csáfordjánosfa
Csaholc
Csajág
Csákány
Csákánydoroszló
Csákberény
Csákvár
Csanádalberti
Csanádapáca
Csanádpalota
Csánig
Csány
Csányoszró
Csanytelek
Csapi
Csapod
Csárdaszállás
Csarnóta
Csaroda
Császártöltés
Csátalja
Csatár
Csataszög
Csatka
Csávoly

## Cse-Csé

Csebény
Csécse
Csegöld
Csehi
Csehimindszent
Csém
Csemő
Csengele
Csenger
Csengersima
Csengőd
Csénye
Csép
Csépa
Csepreg

## Csi

Csibrák
Csikéria
Csikóstőttős
Csikvánd
Csincse
Csipkerek
Csitár

## Cso-Csó-Csö-Cső

Csobád
Csobánka
Csöde
Csögle
Csókakő

## Csu

Csurgó
Csurgónagymarton